# Несида, Висконсин
Несида, Висконсин (енгл. Necedah) град је у америчкој савезној држави Висконсин.

## Демографија
По попису из 2010. године број становника је 916, што је 28 (3,2%) становника више него 2000. године.
| Група             | 2000.       | 2010.       |
| Белци             | 867 (97,6%) | 869 (94,9%) |
| Афроамериканци    | 2 (0,2%)    | 6 (0,7%)    |
| Азијати           | 2 (0,2%)    | 3 (0,3%)    |
| Хиспаноамериканци | 6 (0,7%)    | 26 (2,8%)   |
| Укупно            | 888         | 916         |